# Talung (Himalaya)
Der Talung (Tāluṅ) ist ein Gipfel im Himalaya an der Grenze zwischen der nepalesischen Provinz Koshi und dem Bundesstaat Sikkim in Indien.

## Lage
Der Talung liegt 5,57 km südsüdwestlich des Achttausenders Kangchendzönga. Der Berg liegt auf einem in Nord-Süd-Richtung verlaufenden Gebirgskamm. 2,52 km weiter in südsüdwestlicher Richtung erhebt sich der 7412 m hohe Kabru-Nordgipfel (zunächst Kabru III bezeichnet, später zu Kabru I berichtigt). Die Schartenhöhe zu diesem beträgt lediglich 409 m, so dass der Talung als Nebengipfel (Kabru III) des Kabru I gilt. An der Westflanke des Talung strömt der Yalunggletscher, an der Ostflanke der Talunggletscher.

## Besteigungsgeschichte
Der Talung wurde durch eine deutsche Expedition erstbestiegen. Franz Lindner, Tensing Nindra, Richard Hechtel und Dieter Mardicke erreichten den Gipfel am 18. Mai 1964 über die Westflanke und den Südsattel.
1991 gelang den slowenischen Kletterern Marko Prezelj und Andrej Stremfelj die zweite Besteigung des Talung.
Die tschechischen Kletterer Marek Holeček und Zdeněk Hrubý durchstiegen die Talung-Nordwand (2500 m, M6+, WI6) im Alpinstil und erreichten am 28. Mai 2013 den Gipfel. Für diese Leistung wurden die beiden mit dem Piolet d’Or ausgezeichnet – Zdeněk Hrubý posthum, da dieser im Herbst 2013 am Gasherbrum I ums Leben kam.